# Patrik Boháč
Patrik Boháč (* 30. dubna 1992 Ostrava) je český fotbalový útočník, momentálně působící v klubu FC Baník Ostrava.

## Kariéra
Prošel několika mládežnickými celky, než se probojoval v roce 2009 do A-týmu Baníku Ostrava. Ještě před tím ale také chvíli působil v USA, konkrétně v mládežnických celcích Los Angeles Galaxy.